# 筑後乃国阿蘇神社
筑後乃国阿蘇神社は、福岡県みやま市にある延元2年(1337年)恵良(阿蘇)惟澄が創建した神社。元和8年(1622年)小野和泉守の寄進により、現在の地に分霊。令和4年(2022年)には、400年になる。

## 「筑後乃国阿蘇神社物語」 解説(以下は伝承)

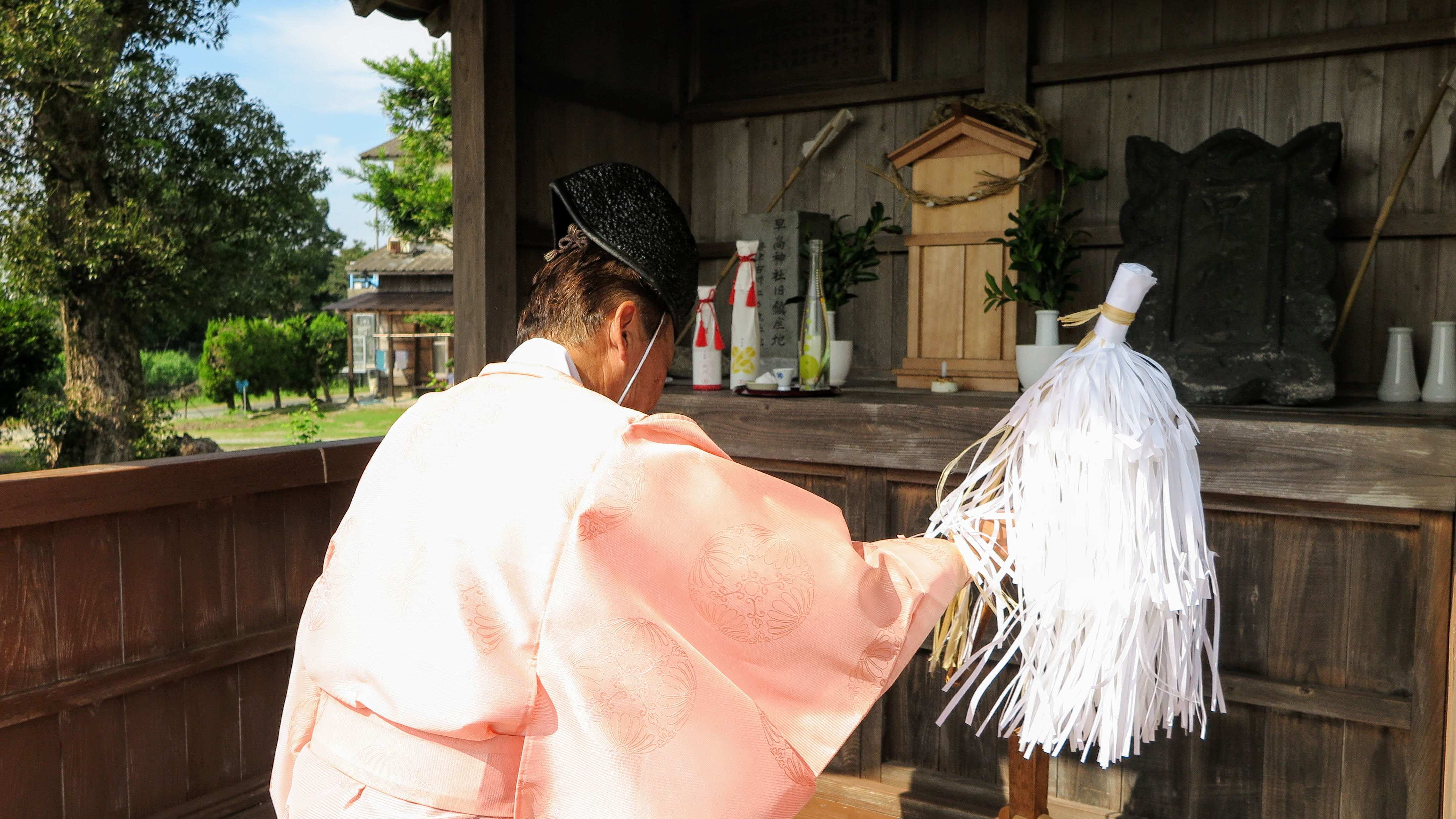

1. 延元 元年(1336年)南北朝時代のこと、南朝方についた阿蘇の大宮司・阿蘇惟直と義弟の恵良惟澄たちは、多々良浜(今の福岡市東区)で大敗します。当時の大宮司阿蘇惟直は義弟の恵良惟澄に刀を託し自刃します。「お前は生き残ってくれ」

早鷹宮

2. 早鷹宮惟澄は辿り辿って杣の里より矢部川を下り、川のほとりでこんこんと深い眠りに落ちていた。傍らには鋸のように欠けた刃。そこへ無数の蛍がやってきて強い光を明滅させている。翌朝、惟澄が目を覚ますと太刀は元の如く青白い光を放つ、こぼれの全くない銘刀にかえっていた。惟澄は阿蘇の神霊が蛍となって太刀を元どおりに帰し給うた事に唯々感に打たれしばし呆然としていたが、やがて威儀を正して遥か南阿蘇神社の方を伏し拝んで感涙にむせぶのであった。
3. 近くの宮園城の城主・大木貞久は、惟澄の傷が癒えるまで城内に留まらせます。貞久の「貴方の郷里、阿蘇の大明神を分霊して、ここ海津古川の丘陵に祀られよ」との勧めもあり、惟澄は海津古川の地に阿蘇の神様を奉祀します。(延元二年・1337年)早鷹宮、これが筑後乃国阿蘇神社の前身です。
4. 惟澄は後に筑後守に任命され、晩年は肥後国阿蘇神社の大宮司にまで昇り詰めます。蛍が修復したとされる旧国宝(現在では重要文化財相当)「蛍丸」は、肥後国阿蘇神社大宮司家の宝刀として秘蔵されてきましたが、戦後行方不明になっています。
5. かたや、海津の地では惟澄の子孫とされる江良家が代々宮司を務めており「蛍丸」と伝わる太刀が先祖より受け継がれています。GHQによる戦後の刀狩りの際には、神社の裏に5～6年埋めて難を逃れました。その為保存状態は悪く、銘の保証もありません。
6. 時代は移り、筑後国は立花家(藩)の支配を受けるようになります。宗茂公と共に朝鮮の役に出兵する際に必勝祈願をした家老小野和泉守(日本槍柱七本の一人)はめでたく凱旋され、早鷹宮(阿蘇神社)にお礼言上参拝されました。
7. 元和八年(1622年)小野和泉守の命により社殿並びに神殿が寄進、現在の場所に早鷹宮より阿蘇神社として分霊されました。(海津郷土史より)またその後も小野和泉守・小野若狭守、そして海津の氏子の方々より神殿再建、楼門再建に多大なるご尽力をいただきました。

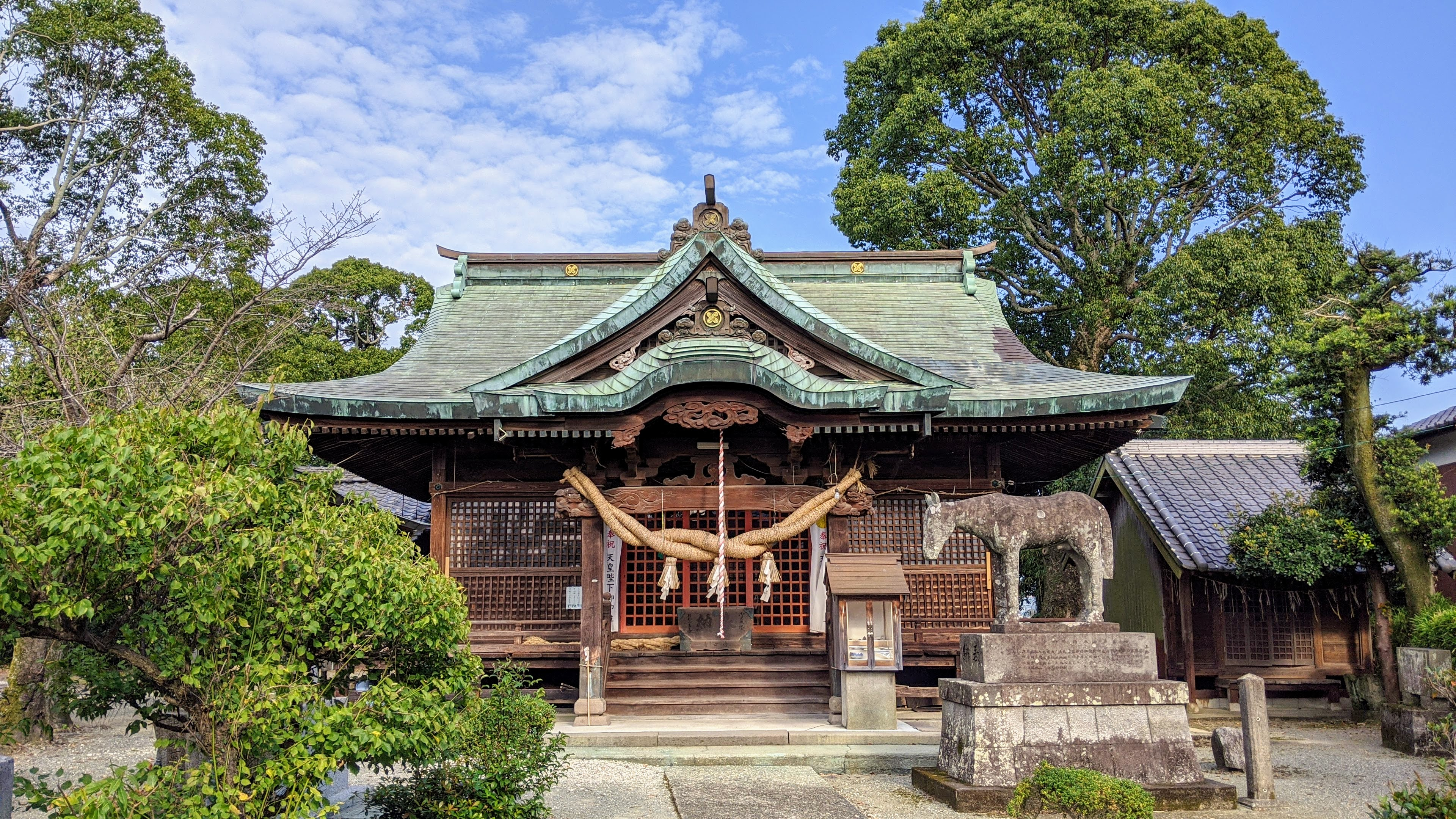

8. 毎年三月第一日曜日には御田植祭(市指定無形民俗文化財)が行われます。この神事には早乙女役に学童が参加する他、田打男、馬草刈り、種蒔、其々の役が面白可笑しく演じられ、五穀豊穣が祈られます。
9. 初代宮司の恵良惟澄より、大木貞久、小野和泉守、海津の氏子の方々を始め、多くの方々のお陰・守られてきた筑後で、共に長い間守国阿蘇神社毎年三月第一日曜日には御田植祭(市指定無形民俗文化財)が行われます。この神事には早乙女役に学童が参加する他、田打男、馬草刈り、種蒔、其々の役が面白可笑しく演じられ、五穀豊穣が祈られます。令和四年2022年)には御鎮座400年、そして令和十九年(2037年)には創建700年を迎えます。